# Mondial Rides
Pour les articles homonymes, voir Mondial.
Mondial Rides est une entreprise néerlandaise spécialisée dans la construction d'attractions et de manèges.
Fondée en 1987, Mondial Rides se spécialise dans les attractions transportables.

## Liste des principales attractions

### Grandes Roues
- RR 35
- RR 45
- RR 55
- RR 80

### Attractions fixes (parcs)

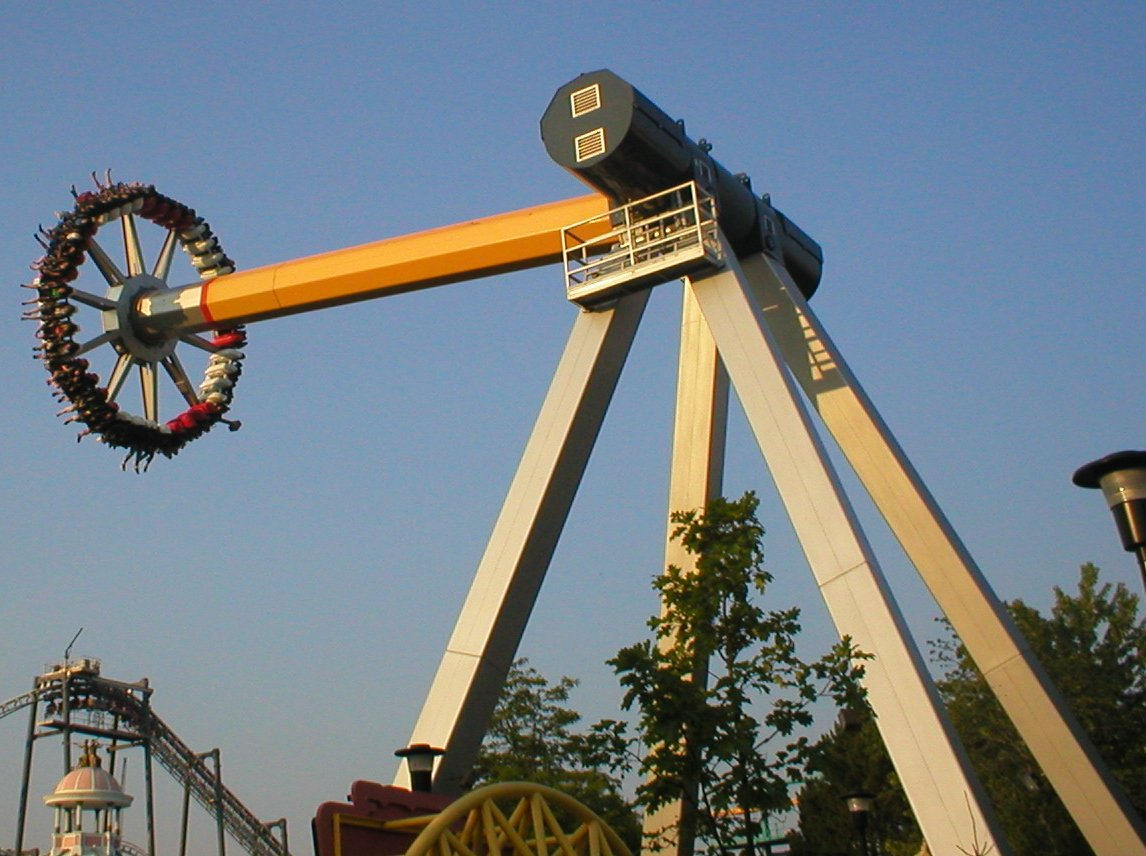
Psyclone à Canada's Wonderland.

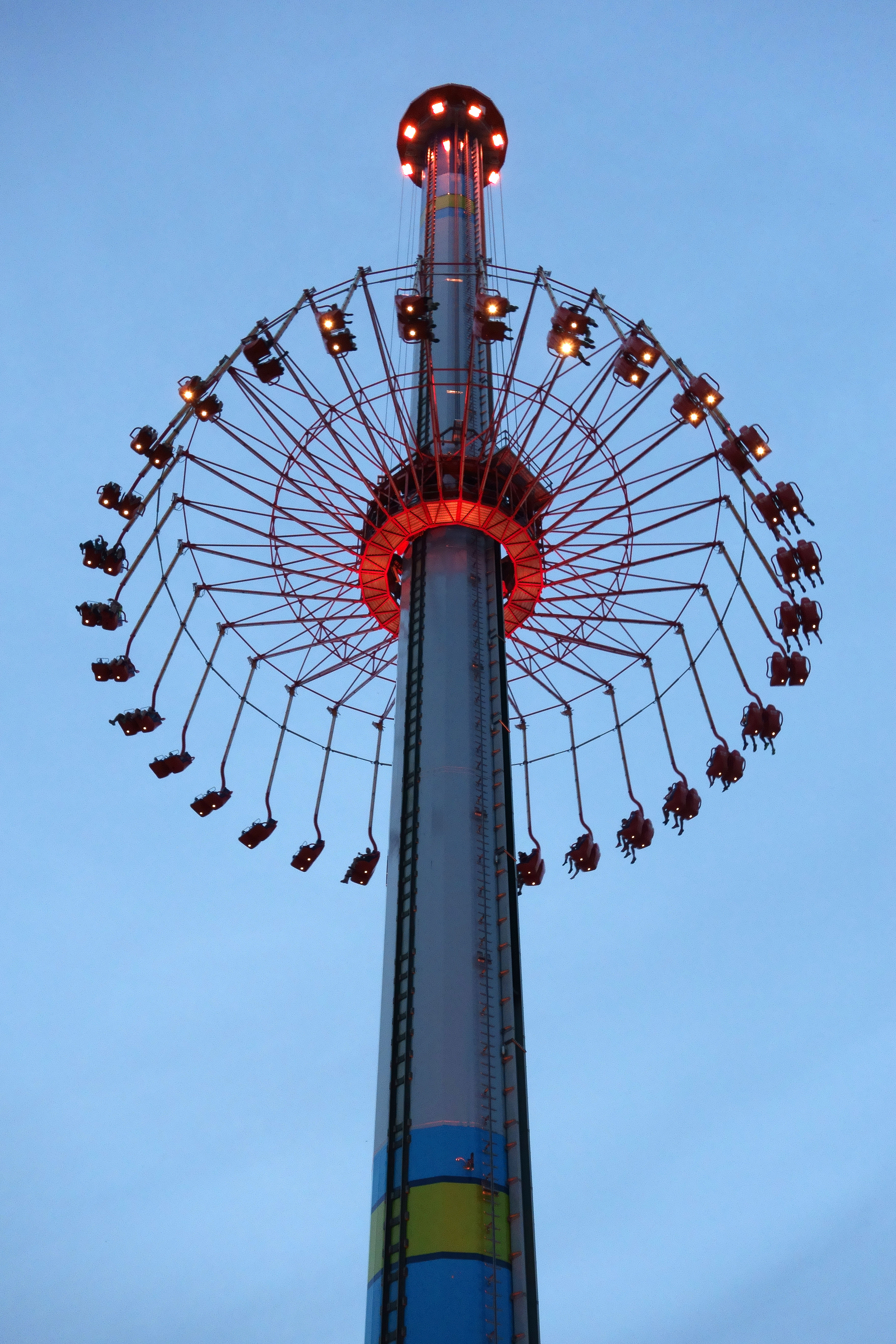
WindSeeker à Cedar Point.

- Revolution
- Splash Over
- Turbine (park model)
- Ultra Max

### Tours
- Tour d'Observation
- Sky Riser
- Sky Seeker
- Wind Seeker (en)

### Attractions Transportables
- Capriolo 8 (ou R25 | En France, Oxygen, Éclipse et Maxximum)
- Capriolo 10 (En France, Infinity. En Suisse, Maxximum 2)
- Diablo (Intoxx)
- Furioso (Extazy, No Limit)
- Heart Breaker
- Inferno (Night Fly)
- Jet Force (Salto Mortale)
- Mistral (Power Maxxx en France)
- Roll Over
- Shake (Insider en France notamment, Commander en Allemagne)
- Super Nova
- Swinger
- Top Scan (Avec Extrême, Poseidon Rache et Drop Zone en Espagne, Xtreme en Belgique et Skater en Allemagne par exemple)
- Tornado
- Turbine (Avec en France, Flasher, en France/Belgique, Turbine et en Allemagne Gladiator)